# Платформа General Motors G (FWD)
G-body — автомобильная платформа компании General Motors для переднеприводных полноразмерных автомобилей. Выпускалась с 1995 по 2011 год.

## Описание
Впервые платформа G-body была представлена в 1995 году, когда корпорация General Motors объединила платформы C-body, K-body и H-body. Тем не менее, было принято решение сохранить прежние обозначения платформ. Эти устаревшие обозначения платформ использовались в VIN-номерах и официальных публикациях GM. Модели, обозначенные как «G», были сняты с производства в 1999 модельном году, но последующие модели продавались до 2011 модельного года.

### Автомобили 1995—2005 годов
| Годы производства | Колёсная база | Модель             | Название платформы* |
| ----------------- | ------------- | ------------------ | ------------------- |
| 1995—1999         | 113.8 дюйма   | Buick Riviera      | GM G                |
| 1995—1999         | 113.8 дюйма   | Oldsmobile Aurora  | GM G                |
| 1997—2005         | 113.8 дюйма   | Buick Park Avenue  | GM C                |
| 1998—2004         | 112.2 дюйма   | Cadillac Seville   | GM K                |
| 2000—2005         | 112.2 дюйма   | Buick LeSabre      | GM H                |
| 2000—2005         | 112.2 дюйма   | Pontiac Bonneville | GM H                |
| 2001—2003         | 112.2 дюйма   | Oldsmobile Aurora  | GM G                |
| 2000—2005         | 115.3 дюйма   | Cadillac DeVille   | GM K                |

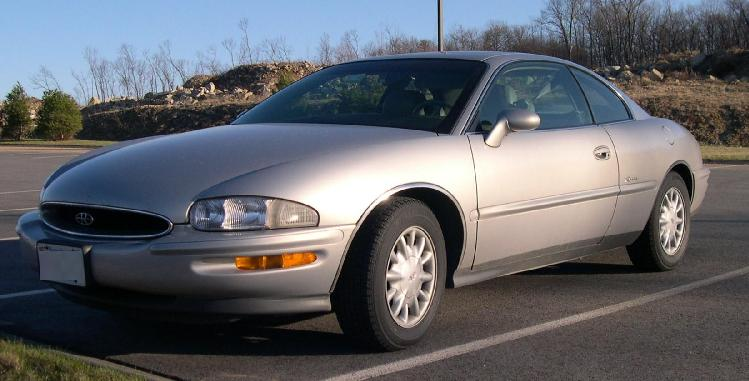
1999 Buick Riviera

* Официальное обозначение, присвоенное GM, несмотря на использование производной от платформы G. Этому названию также соответствует 4-я буква в VIN-коде автомобиля.

## 2006
В 2006 году платформа G-body была значительно обновлена. Последним автомобилем на платформе G-body стал Buick Lucerne, производство которого завершилось в июне 2011 года.

### Транспортные средства
| Годы производства | Колёсная база | Модель        | Название платформы* |
| ----------------- | ------------- | ------------- | ------------------- |
| 2006—2011         | 115.6 дюйма   | Cadillac DTS  | GM K                |
| 2006—2011         | 115.6 дюйма   | Buick Lucerne | GM H                |

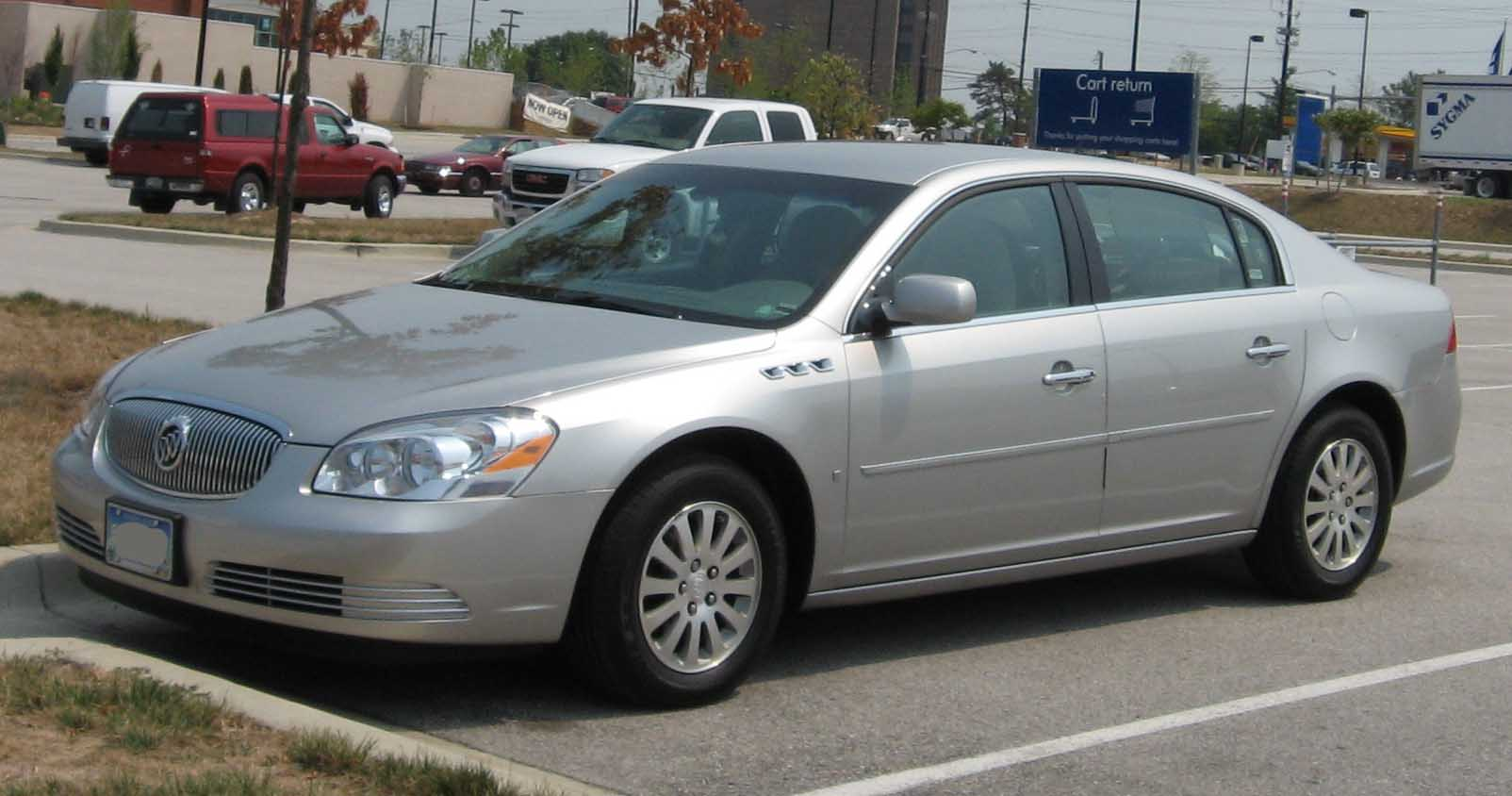
2006 Buick Lucerne

* Официальное обозначение, присвоенное GM, несмотря на использование производной от платформы G. Этому названию также соответствует 4-я буква в VIN-коде автомобиля.